# Бурак

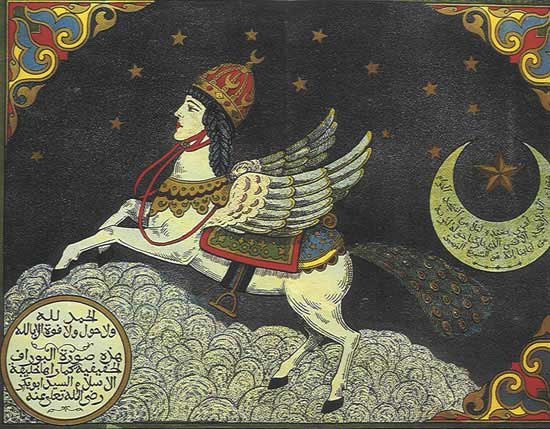
Бурак на копії індійської мініатюри XVII ст. періоду правління Великих Моголів

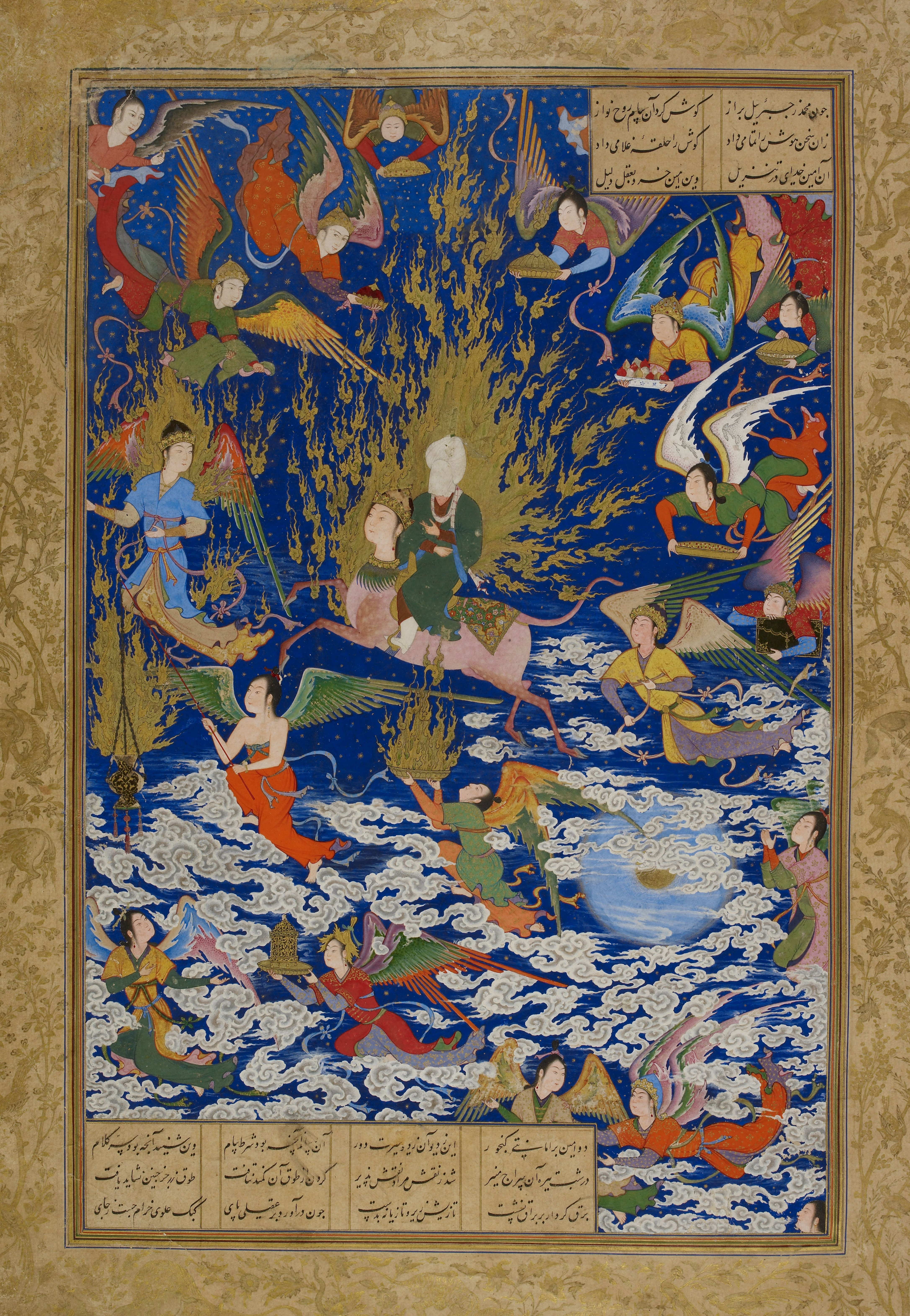
Мухаммед верхи на Бураку

Бурак (араб. البُراق‎‎), al-Burāq, «блискучий») — ім'я верхової тварини, на якій пророк Мухаммед здійснив згадану в Корані (17:1) «нічну подорож» з Мекки до Єрусалиму (ісра)

За переданням, Бурак чекав Мухаммеда біля Кааби, і спочатку не дозволив йому осідлати себе, доки Джабраїл не примусив його до покори. Пізні варіанти передання роблять Бурака і учасником наступного вознесіння (мірадж), у якому спочатку фігурувала драбина. Вважається, що Бурак до Мухаммеда служив іншим пророкам, зокрема Ібрагіму.
Ім'я Бурак походить від кореня, що означає «зблиснути». Його уявляли то конем, то чимось схожим на осла чи мула — білого кольору, з витягнутою спиною, довгими вухами та крильцями на ногах. У пізньому середньовіччі Бурака почали зображати крилатим конем із людським обличчям. Зображення Мухаммеда, що летить у повітрі верхи на Бураку, — один з найпоширеніших сюжетів у книжкових мініатюрах і особливо в народних картинках від пізнього середньовіччя до сьогодні.